# Erliugong (köpinghuvudort i Kina, Xinjiang Uygur Zizhiqu, lat 44,05, long 87,17)
Erliugong (kinesiska: 二六工, 二六工镇) är en köpinghuvudort i Kina. Den ligger i den autonoma regionen Xinjiang, i den nordvästra delen av landet, omkring 43 kilometer nordväst om regionhuvudstaden Ürümqi. Antalet invånare är 12 329. Befolkningen består av 5 791 kvinnor och 6 538 män. Barn under 15 år utgör 21,0 %, vuxna 15-64 år 71 %, och äldre över 65 år 6,0 %.
Runt Erliugong är det ganska tätbefolkat, med 62 invånare per kvadratkilometer. Närmaste större samhälle är Changji, 11,8 km öster om Erliugong. Trakten runt Erliugong består i huvudsak av gräsmarker.
Genomsnittlig årsnederbörd är 188 millimeter. Den regnigaste månaden är juli, med i genomsnitt 26 mm nederbörd, och den torraste är januari, med 8 mm nederbörd.